# القاضي (الدولة العثمانية)
القاضي (التركية العثمانية: قاضی) كان مسؤولًا في الدولة العثمانية. في اللغة العربية، مصطلح القاضي يشير عادةً إلى القضاة الذين يترأسون الأمور وفقًا للشريعة الإسلامية؛ ومع ذلك، في ظل الحكم العثماني، أصبح القاضي أيضًا جزءًا أساسيًا من الإدارة الإمبراطورية. بعد أن قام محمد الثاني بتدوين قانونه [الإنجليزية]، اعتمد القضاة على هذا القانون السلالي العلماني، والعادات المحلية، والشريعة الإسلامية لتوجيه أحكامهم. إلى جانب الحكم في المسائل الجنائية والمدنية، أشرف القاضي على إدارة الأوقاف الدينية وكان الوصي القانوني على الأيتام وغيرهم ممن ليس لديهم وصي. على الرغم من أن المسلمين، وخاصة الرجال المسلمين، كانوا يتمتعون بمكانة أعلى في محكمة القاضي، إلا أن غير المسلمين والأجانب كانوا يتمتعون أيضًا بالقدرة على الوصول إلى النظام القضائي. في ظل النظام العثماني الأولي لمنح الأراضي الإقطاعية، نظام التيمار، كان القاضي بمثابة ضابط مهم لقوة القادة العسكريين المحليين والإقليميين. وعلى الرغم من السلطة غير المشكوك فيها للسلطان، كان القضاة يتمتعون بقدر معين من الاستقلال في أحكامهم.
عمل بعض القضاة في مناصب مختلفة داخل الإدارة الإمبراطورية، لكن القاضي كان يشرف عادةً على منطقة قضائية تسمى قاضيلق [الإنجليزية]، والتي تتكون عادةً من مدينة وقرى محيطة بها. كانت هذه الأراضي في البداية متطابقة مع الأقضية، وهي التقسيمات الفرعية للسنجقات التابعة للإمبراطورية، وكان القاضي يشرف على قدر كبير من العمل الإداري. مع مرور الوقت، وخاصة بعد إصلاحات التنظيمات في القرن التاسع عشر، تم إسناد المهام الإدارية للقضاء إلى قائم قام منفصل وأصبح القاضي مشغولًا فقط بالمسائل القانونية.

## نظام تيمار
كانت الإمبراطورية العثمانية تحكمها هرمية من أعلى إلى أسفل، حيث كانت كل السلطة في نهاية المطاف بيد السلطان، ولكن عندما بدأت الإمبراطورية في الاستحواذ بشكل عدواني على أراضٍ شاسعة ذات سكان متنوعين، اعتمدت السلطة الإمبراطورية نظام التيمار ("منح الأراضي") لضمان استمرارها في القدرة على نشر قوة عسكرية كافية، والحفاظ على السيطرة المحلية، وتزويد السلطة المركزية بتدفق مستقر من الضرائب المحلية. من خلال الاختيار من بين أعضاء العلماء (الفقهاء والعلماء الدينيين والقانونيين)، كانت البراءات الصادرة عن السلطان تُعين قاضيًا لمنطقة معينة. في كل مقاطعة كان هناك باي من الطبقة العسكرية يمارس السلطة التنفيذية للسلطان بينما كان القاضي يمثل سلطته القانونية. وقد أدى تقسيم السلطة بين هاتين السلطتين إلى توازن دقيق؛ إذ كان الباي يحتاج إلى حكم القاضي لمعاقبة أحد رعاياه، ولم يكن القاضي قادرًا على تنفيذ أحكامه بنفسه. تقول إيمي سينجر [الإنجليزية] ، "كان الفلاحون يقدمون إليهم شكواهم بشأن السلوك المسيء الذي عانوا منه على أيدي السباهيين وغيرهم". وعلى الرغم من أن القاضي كان يسيء استخدام سلطته في كثير من الأحيان، إلا أن تقسيم السلطة سمح لطبقة دافعي الضرائب بمعالجة مظالمهم دون إشراك السلطة الإمبراطورية البعيدة. سمحت السلطة الممنوحة للقاضي بحماية شرعية نظام التيمار مع تأمين القاعدة الضريبية للإمبراطورية أيضًا.

## الاستقلال
إن تفويض السلطة للقاضي من السلطان أعطى القاضي بعض الحريات، وخاصة فيما يتعلق بتطبيق القانون، لكنه أكد أيضًا على سلطة السلطان. كما أشار رونالد جينينغز، "كان بإمكان السلطة الإمبراطورية بسهولة أن تطغى على سلطة القاضي ومبادرته أو تخنقها. كان الباب العالي يعين القضاة ويعزلهم متى شاء، ويضع حدود الوحدات الإدارية القضائية، ويحافظ على مراسلات منتظمة مع قضاته. لم يكن الكثير من القضاة ليجرؤوا على إغراء الإرادة الإمبراطورية، وكان عدد أقل منهم قادرًا على الصمود في وجه غضبها." كان القضاة يتبعون أوامر السلطان وبلاطه مع الحفاظ على استقلاليتهم في أحكامهم. وبفضل هذا الاستقلال، لعب القضاة دورًا مهمًا في إحداث التغيير في الفقه العثماني. ولم تكن أحكام القاضي تتجاوز الحالات الفردية، ولكن الطريقة التي يطبق بها القوانين كانت تؤثر في كثير من الأحيان على تفسير السلطة الإمبراطورية للقانون. على سبيل المثال، ساعدت أحكام القاضي بشأن بعض الأوقاف النقدية، والتي خضعت للتدقيق بسبب ارتباطها بالفائدة والربا، في نهاية المطاف في إضفاء الشرعية على هذه الممارسة. لا يزال من غير الواضح إلى أي مدى يمكن للقاضي أن يؤكد استقلاليته، ولكن كان لديهم ما يكفي من الحرية للمساعدة في توجيه تطوير القانون العثماني.